# ياسين الصالحي (لاعب كرة قدم مواليد 1989)
ياسين الصالحي (مواليد 10 أكتوبر 1989) لاعب كرة قدم تونسي يلعب كلاعب وسط في هلال الشابة.

## مسيرة اللاعب
لعب سابقاً في أندية جمعية مقرين والنادي البنزرتي والترجي الجرجيسي والنجم المتلوي وشبيبة القيروان وهلال الشابة ونادي مسيمير ونادي الشحانية ونادي الدرعية.

## روابط خارجية
- ياسين الصالحي (لاعب كرة قدم تونسي) على موقع قاعدة بيانات كرة القدم.إي يو (الإنجليزية)
- ياسين الصالحي (لاعب كرة قدم تونسي) على موقع Soccerway.com (الإنجليزية)